# Судебная палата
Судебная палата — судебный орган губернского и более высокого уровня в Российской империи.

## История
Судебная палата как третья судебная инстанция была введена в 1775 году «Учреждением о губерниях», причем различались палаты гражданского и уголовного суда.
При Павле I в 1796 году палаты гражданского и уголовного суда были соединены в одну палату губернского суда и расправы, из двух департаментов. 
При Александре I в 1801 году были восстановлены прежние палаты гражданского и уголовного суда, в состав которых были введены выборные от дворянства заседатели.
При введении судебных уставов 1864 года состав и организация судебных палат получили новую конструкцию. Они делились на департаменты (уголовные и гражданские). Каждый департамент состоял из председателя и членов; один из председателей департаментов назначался старшим и председательствовал на общих собраниях. На старшего председателя судебной палаты возлагалось наблюдение за правильностью и скоростью производства дел как в самой судебной палате, так и в подведомственных ей окружных судах, а равно за точным исполнением своих обязанностей всеми должностными лицами, состоящими в округе судебной палаты. При судебных палатах состояли канцелярии, прокурорский надзор и советы присяжных поверенных. 
Судебная палата была органом предания суду по уголовным делам, подведомственным окружным судам с присяжными заседателями, и апелляционной инстанцией по делам, решенным окружными судами без участия присяжных.
Уголовный департамент судебной палаты в качестве суда первой инстанции рассматривал дела о преступлениях государственных, служебных, против порядка управления, против законов о печати и другие, причем дела о преступлениях, влекущих за собой лишение всех прав состояния или всех особенных прав и преимуществ, рассматривались с участием сословных представителей.
Гражданский департамент судебной палаты был судом второй инстанции по делам, переносимым из окружных судов в порядке апелляции. В некоторых палатах было несколько гражданских департаментов (например, в Санкт-Петербурге их было три); тогда рассмотренные судебной палатой в порядке апелляции дела в порядке кассации рассматривались другим департаментом, а если гражданский департамент в палате был один, то в порядке кассации дела рассматривались иной судебной палатой. 
Всего в Российской империи к 1 января 1901 года было 13 судебных палат.